# موراهنگاما
موراهنگاما (به لاتین: Morahenegama) یک منطقهٔ مسکونی در سری‌لانکا است که در استان مرکزی (سری‌لانکا) واقع شده‌است.